# Redução de gastos com aposentadoria
Na aposentadoria, os indivíduos param de trabalhar e não recebem mais rendimentos do emprego, e entram em uma fase de suas vidas, onde dependem dos bens que acumularam, para suprir suas necessidades de gastos pelo resto de suas vidas. A taxa de retirada, também chamada de regra dos 4%, é a estratégia que um aposentado segue para gastar, acumular ou retirar ativos durante a aposentadoria.
O planejamento da aposentadoria visa preparar os indivíduos para a redução dos gastos com a aposentadoria, porque as diferentes abordagens disponíveis para os aposentados dependem das decisões que eles tomam durante seus anos de trabalho. Atuários e planejadores financeiros são especialistas neste tema.

## Importância
Mais de dez mil baby boomers pós-Segunda Guerra Mundial chegarão aos 65 anos nos Estados Unidos todos os dias entre 2014 e 2027. Isso representa a maioria dos mais de 78 milhões de americanos nascidos entre 1946 e 1964. Em 2014, esperava-se que 74% dessas pessoas estivessem vivas em 2030, destacando que a maioria delas viverá por muitos anos além da aposentadoria. No ano 2000, 1 em cada 14 pessoas tinha 65 anos ou mais. Até o ano de 2050, mais de 1 em cada 6 pessoas deverão ter pelo menos 65 anos de idade. As estatísticas a seguir enfatizam a importância de uma estratégia bem planejada de redução de gastos com a aposentadoria para essas pessoas:
- 87% dos trabalhadores não se sentem muito confiantes em ter dinheiro suficiente para se aposentar confortavelmente.[10]
- 80% dos aposentados não se sentem muito confiantes em manter a segurança financeira ao longo da vida restante.[11]
- 49% dos trabalhadores com mais de 55 anos têm menos de cinquenta mil dólares de economia.[12]
- 25% dos trabalhadores não pouparam nada para a aposentadoria.[10]
- 35% dos trabalhadores não estão, atualmente, economizando para a aposentadoria.[10]
- 56% dos trabalhadores não tentaram calcular suas necessidades de renda na aposentadoria.[10]